# Degerschlacht
Degerschlacht is een plaats in de Duitse gemeente Reutlingen, deelstaat Baden-Württemberg, en telt 2.221 inwoners (2007).